# Trophée Sir Thomas Lipton
Pour les articles homonymes, voir Lipton (homonymie).

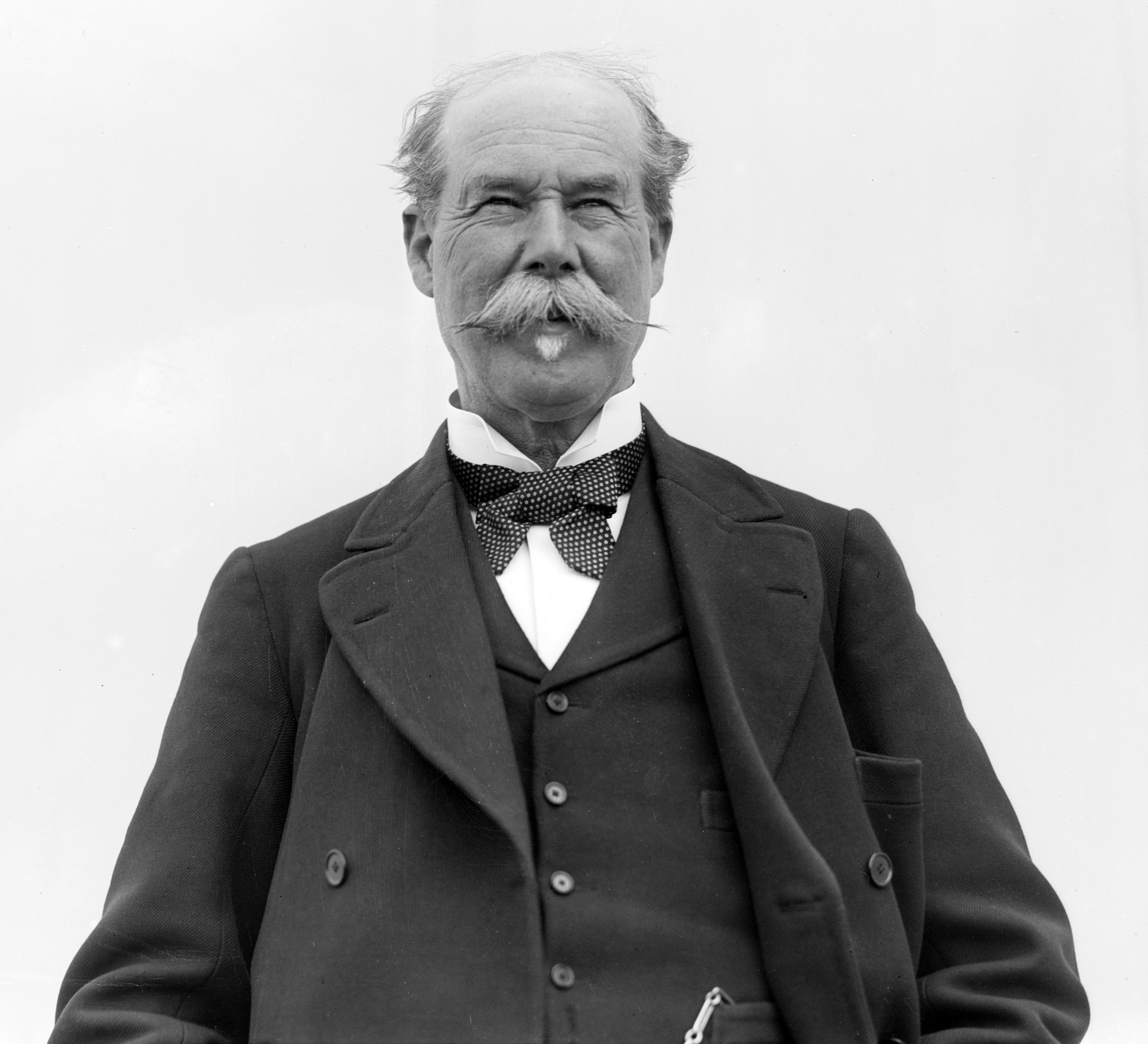
Thomas Lipton, instigateur du tournoi.

Le trophée Sir Thomas Lipton (en anglais le Sir Thomas Lipton Trophy), est une compétition internationale de football, qui se tint à deux reprises en 1909 puis 1911 dans la ville de Turin dans le Piémont.
Parfois qualifié de première coupe du monde, la compétition fut cependant précédée par le Tournoi international de la Stampa Sportiva, tenu en 1908 également dans la ville italienne de Turin, premier tournoi international et compétition de football depuis 1900, avec les Jeux olympiques (officiel).
L'Italie, l'Allemagne et la Suisse envoyèrent leur meilleures équipes au tournoi, mais la The Football Association anglaise refusa d'y participer et d'envoyer un de ses clubs. Souhaitant absolument voir une équipe anglaise dans la compétition, Lipton invita le club de West Auckland Town (en), un club amateur du comté de Durham, principalement composé de travailleurs dans le charbon.
C'est d'ailleurs West Auckland qui remporta la première édition du tournoi en 1909, et retourna deux ans plus tard dans le Piémont pour défendre son titre. Lors de la seconde édition, ils s'imposent à nouveau en finale 6-1 contre les Italiens de la Juventus, et furent à nouveau couronnés.
En janvier 1994, le trophée, jusque-là détenu au West Auckland Working Men's Club, fut volé, et ne fut jamais retrouvé. Une réplique exacte du trophée fut alors reconstituée et est désormais détenue par le club anglais.

## Édition de 1909

### Participants
- Torino XI ( Italie)[2]
- Stuttgarter Sportfreunde ( Allemagne)
- West Auckland FC ( Angleterre)
- FC Winterthur ( Suisse)

### Résultats
Demi-finale
| 11 avril 1909 | Stuttgarter Sportfreunde | 0-2 | West Auckland                          |  |
|               |                          |     | 10e Whittington · 88e (pen.) Dickinson |  |

| 11 avril 1909 | Torino XI   | 1-2 | FC Winterthur       |  |  |
|               | Berardo 13e |     | 25e 55e (pen.) Lang |  |  |

Match pour la 3e place
| 12 avril 1909 | Torino XI                      | 2-1 | Stuttgarter Sportfreunde |  |  |
|               | De Bernardi 35e · Zuffi II 75e |     | 15e Kipp                 |  |  |

Finale
| 12 avril 1909 | West Auckland                    | 2-0 | FC Winterthur |  |
|               | 6e (pen.) R. Jones · 8e J. Jones |     |               |  |

## Édition de 1911

### Participants
- Juventus ( Italie)
- FC Zürich ( Suisse)
- West Auckland FC ( Angleterre)
- FC Torino ( Italie)

### Résultats
Demi-finale
| Date inconnue | Zürich | 0-2 | West Auckland |  |  |
|               |        |     |               |  |  |

| Date inconnue | Juventus | bat | Torino |  |  |
|               |          |     |        |  |  |

Match pour la 3e place
| Date inconnue | Torino | 2-1 | Zürich |  |  |
|               |        |     |        |  |  |

Finale
| 17 avril 1911 | Juventus | 1-6 | West Auckland |  |  |
|               |          |     |               |  |  |